# شادي مقرش
شادي مقرش (18 أغسطس 1978 -)، ممثل ومخرج سوري في رصيده العديد من الأعمال الفنية سواء في التلفزيون أو المسرح أو كممثل لأعمال أجنبية مدبلجة، ٱشتهر في العالم العربي بأدائه لصوت مراد علمدار بطل المسلسل التركي وادي الذئاب (مسلسل) الذي يجسد دوره الممثل التركي نجاتي شاشماز في أول عمل له كممثل.

## حياته الفنية
ولد الفنان «شادي مقرش» عام 1978 ودرس الفن في المعهد العالي للفنون المسرحية بالعاصمة السورية «دمشق» لتكون بدايته الفنية الحقيقية في مسلسل درامي يعالج القضية الفلسطينية هو التغريبة الفلسطينية (مسلسل) والذي صور بالكامل في سوريا عام 2004 لتنهال عليه العروض ويراكم خبرة أهلته لخوض تجربة إخراجية عبر مسرحية من هناك إلى هنا عام 2008.
كما شارك بصوته في بعض الأعمال المدبلجة للعربية مثل المسلسل التركي السياسي الشهير وادي الذئاب (مسلسل) الذي جسد من خلاله شخصية مراد علمدار.

## حياته الخاصة
تزوج من الممثلة نجلاء الخمري بعد قصة حب دامت عاما ونصفا ورزق الزوجان الفنانان بطفلهما الأول أمير 2013.

## أعماله

### مسلسلات
أزمة عائلية ٢٠١٧
- 2015 العراب - نادي الشرق
- 2014 خواتم
- 2014 باب الحارة (مسلسل) الجزء السادس
- 2013 سكر وسط (مسلسل)
- 2012 أرواح عارية (مسلسل)
- 2012 أيام الدراسة (مسلسل) الجزء الثاني
- 2012 زمن البرغوت (مسلسل)
- 2011 تعب المشوار (مسلسل)
- 2011 الغفران (مسلسل)
- 2011 المنعطف (مسلسل)
- 2011 صبايا 3
- 2010 صبايا 2
- 2010 مطلوب رجال (مسلسل)
- 2010 بعد السقوط (مسلسل)
- 2010 حضارة العرب الجزء الثاني
- 2010 رايات الحق (مسلسل)
- 2009 صراع المال (مسلسل)
- 2008 باب المقام
- 2008 قمر بني هاشم (مسلسل)
- 2007 كوم الحجر (مسلسل)
- 2007 الجمر و الجمار (مسلسل)
- 2007 الاجتياح (مسلسل)
- 2006 على طول الأيام (مسلسل)
- 2005 الظاهر بيبرس (مسلسل)
- 2004 التغريبة الفلسطينية (مسلسل)
- 2002 عمر الخيام (مسلسل)

### أفلام
- الليل الطويل
- ولاد العم 2009
- الجنس البشري (فيلم) قصير 2009

### مسرحيات
- من هناك إلى هنا 2008

## إخراج
- من هناك إلى هنا عرض مسرحي 2008 - أجدادنا فيلم ديكو دراما 2011 -عيد ميلاد شهيد فيلم قصير 2013 - عناية مركزة فيلم روائي قصير 2014

## الدوبلاج

### المسلسلات
يملك مقرش خبرة طويلة في الدوبلاج إذ قام بدبلجة عدد من المسلسلات المكسيكية والإسبانية والأمريكية لكنه اشتهر بدور مراد علمدار بطل المسلسل التركي وادي الذئاب (مسلسل).
- الجزء الأول 2008 (86 حلقة)
- الجزء الثاني (70 حلقة)
- الجزء الثالث وادي الذئاب الكمين (124 حلقة)
- الجزء الرابع (62 حلقة).
- الجزء الخامس (78 حلقة).
- الجزء السادس (72 حلقة).
- الجزء السابع (78 حلقة).
- الجزء الثامن (84 حلقة).

### الأفلام
- وادي الذئاب فلسطين (فيلم) مدبلج 2010
- وادي الذئاب العراق مدبلج 2006

## وصلات خارجية
- شادي مقرش على موقع قاعدة بيانات الأفلام العربية
- حكاية الفنان شادي مقرش على موقع أوطان بوست